# Celles (Namur)
Pour les articles homonymes, voir Celles.
Celles ou Celles-lez-Dinant (en wallon Céle-dilé-Dinant) est une section et un village de la commune belge de Houyet situés en Wallonie dans la province de Namur. Le village est traversé par un petit affluent de la Lesse.

## Étymologie
Le nom de Celles trouve son origine dans le nom latin féminin cella signifiant  Chambre, local, pièce, salle ou encore, cellule.
Il provient, suivant la tradition, des cellules que les disciples de Hadelin de Celles (617-690) construisirent pour demeurer auprès de leur maître spirituel, l'ermite Hadelin.

## Évolution démographique
- Source: DGS, 1831 à 1970=recensements population, 1976= habitants au 31 décembre

## Histoire
Des traces de culte au dieu romain Neptune semblent indiquer que l'endroit est déjà habité au IIe siècle.
Au VIIe siècle, la contrée est évangélisée par l'Aquitain saint Hadelin qui y fonde d'abord un ermitage, devenu ensuite un monastère. Plusieurs miracles sont attribués à l'intercession du saint. Le village devient alors un lieu de pèlerinages.
En l'an 1046, l'évêque de Liège Wazon fait déposer les restes du saint dans une châsse ornée de reliefs en argent. Les longs côtés sont parachevés vers 1170 pour en faire ce trésor de l'art mosan que l'on peut admirer en l'église Saint-Martin de Visé. D'abord conservée à Celles, la châsse est transférée à Visé en 1338.
Les bénédictins occupent le monastère jusqu'au Xe ou XIe siècle, époque où ils sont remplacés par un chapitre de chanoines. Une chapelle occupe l'emplacement de l'ancien ermitage. L'église du village remonte au XIe siècle et domine la crypte du sanctuaire primitif édifié au VIIIe siècle. Voici donc bientôt 1 000 ans que les moines ont décidé de construire cette collégiale qui n’a pratiquement pas été modifiée depuis. Véritable chef-d’œuvre de l’art roman en Belgique, l'Église Saint-Hadelin est reprise au patrimoine majeur de Wallonie.
Durant la Seconde Guerre mondiale, le village fut le point ultime de l'avancée allemande lors de l'offensive de la bataille des Ardennes en décembre 1944. Une patrouille allemande ayant revêtu des uniformes américains a cependant atteint la ville proche de Dinant.
Celles était une commune à part entière avant la fusion des communes de 1977.

## Liste des bourgmestres de 1830 à 1977
- Hadelin de Liedekerke Beaufort, de 1854 à 1857 et de 1859 à 1884, (Parti Catholique).

## Patrimoine et culture

### Patrimoine architectural
- La collégiale Saint-Hadelin, classée au patrimoine majeur depuis 1947 et exceptionnel depuis 2009.
- Le château de Noisy, démoli depuis 2017 malgré l'opposition et l'attachement des habitants de la commune, mais aussi des réactions mondialement indignées. Ce château avait intéressé Tim Burton lors d'un repérage[réf. nécessaire]. Édifice unique en son genre, adoptant un style Tudor, il était l'un des plus beaux exemples de l'architecture néo-gothique de Belgique.
- Un char allemand rappelle l'extrême limite de l'avancée allemande lors de l'offensive de la bataille des Ardennes.
- Le village fait partie de l'association qui regroupe les plus beaux villages de Wallonie.
- Les hameaux ruraux de Grande-Trussogne, Lavis, Hubaille et Soinne, en pierre calcaire.

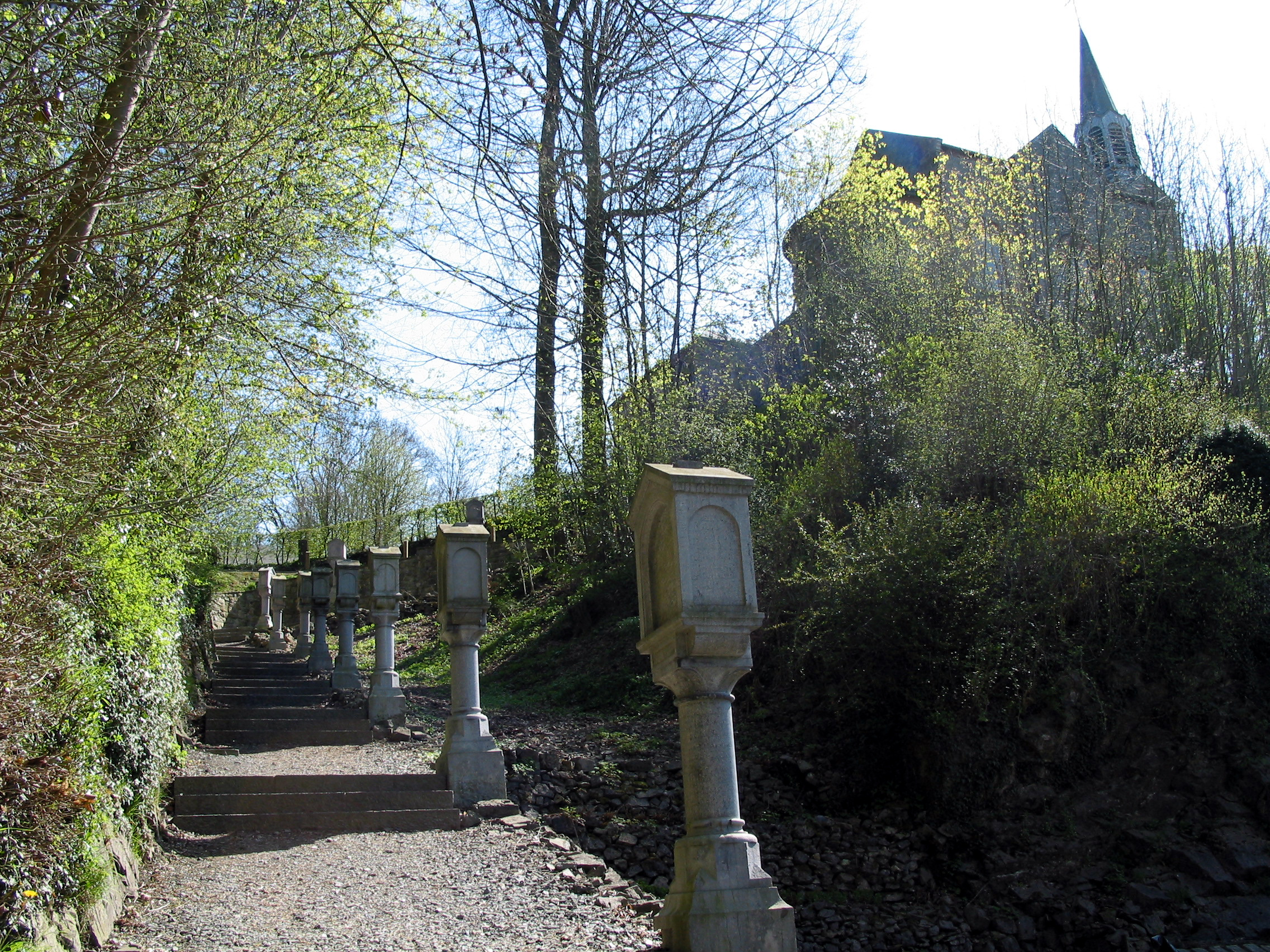
Le chemin de croix en pierre.
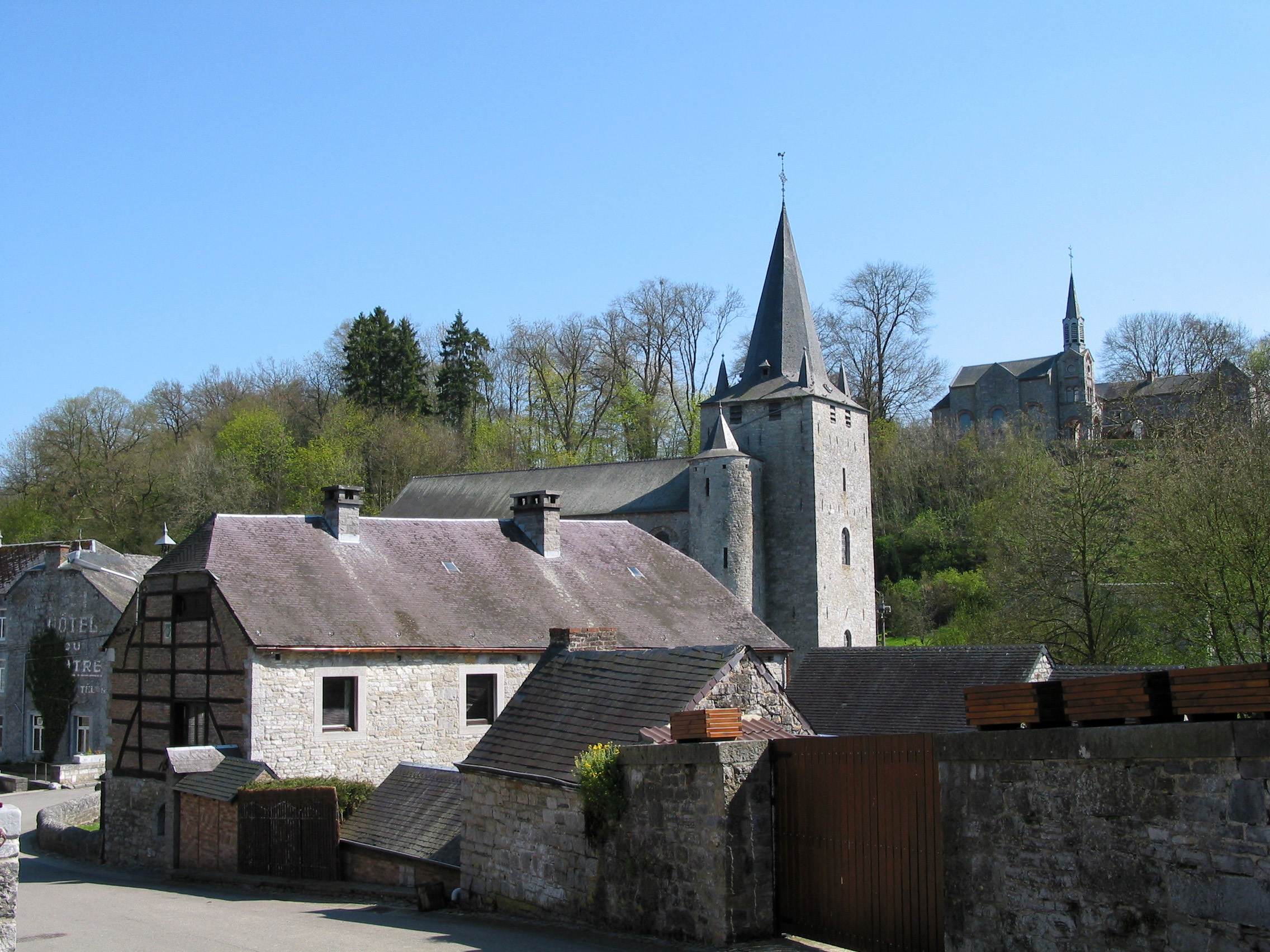
La collégiale Saint-Hadelin.
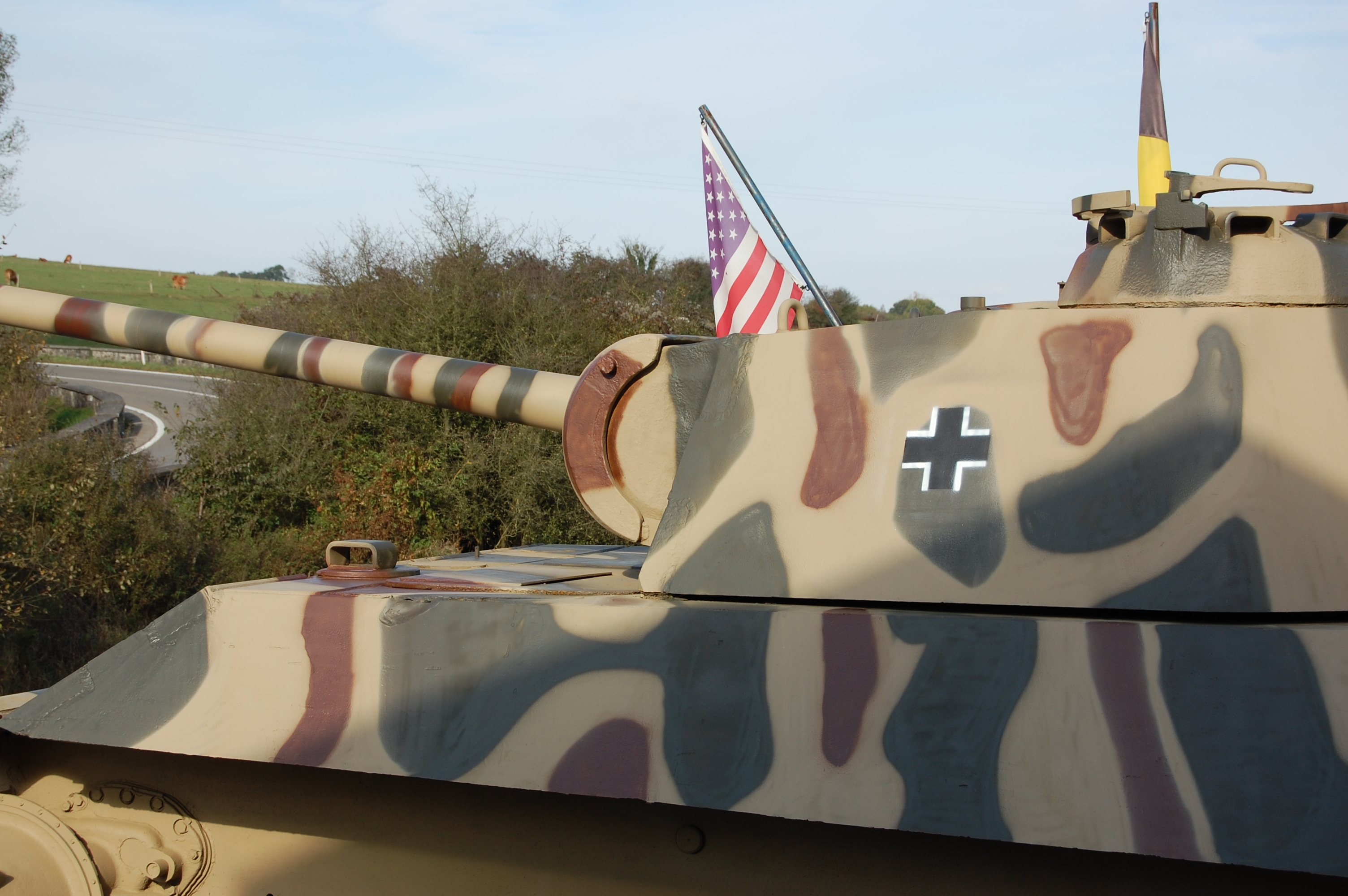
Le char Panther trône au carrefour de Celles à quelques mètres de l'endroit où il fut détruit.
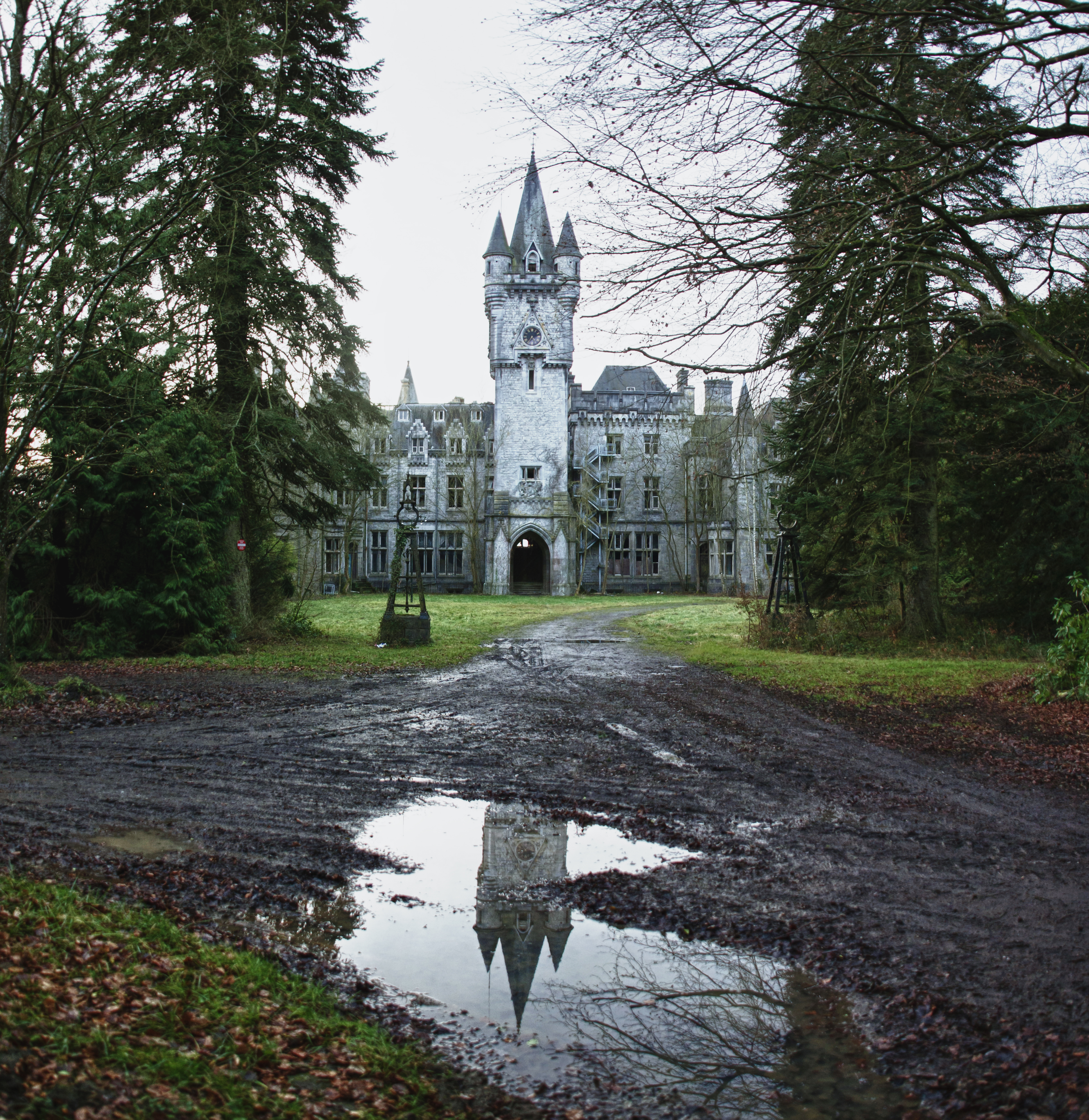
Le château abandonné et maintenant démoli de Noisy, situé dans une forêt de la commune.